# Pachynoa umbrigera
Pachynoa umbrigera là một loài bướm đêm trong họ Crambidae.